# Iglesia de San Andrés (El Entrego)
La iglesia de San Andrés es un templo neorrománico de El Entrego, en el municipio asturiano de San Martín del Rey Aurelio (España). Es la cabecera de la parroquia de Linares.

## Historia
La primitiva iglesia de San Andrés de Linares se situaba cerca del río Nalón, pero fue arrasada a comienzos del siglo XIX en una crecida del río. Entonces, se construyó otro templo de importantes dimensiones al otro lado del río, encima del pueblo de La Oscura, a salvo de otra posible crecida. Finalmente en 1936 es destruida durante la Guerra Civil. La construcción del nuevo templo comenzó en 1945 de nuevo en la vega de El Entrego, zona que comenzará a urbanizarse densamente en este período autártico. Los arquitectos del templo fueron Francisco de Zuvillaga y Abelardo Suárez Moro.

## Arquitectura
En la portada destacan dos torres de considerable altura con varios vanos y el pórtico inspirado en Santa María del Naranco y las esculturas de la Cámara Santa de la Catedral de Oviedo. La planta es de cruz latina. Ésta tiene una nave central con bóveda de cañón y dos naves laterales. En el crucero se levanta un cimborrio también con arcos románicos de importante tamaño. La planta finaliza con un ábside semicircular. El exterior juega con volúmenes que combinan el arte románico y el barroco.
En su interior destacan las figuras de Cristo yacente y San Andrés.